# Heimdall

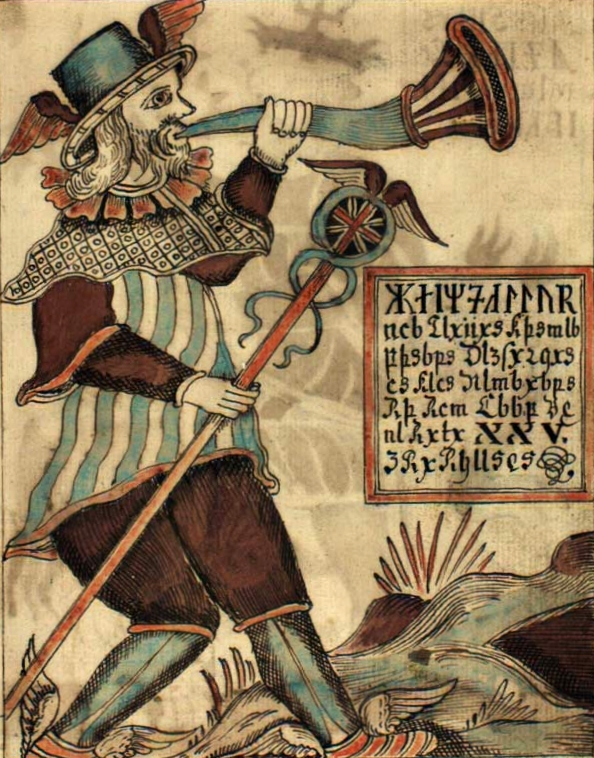
Heimdall (18e eeuw)

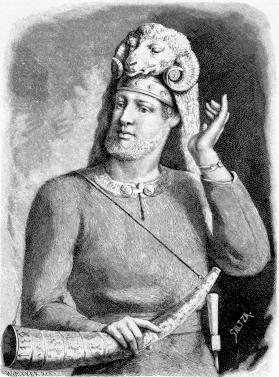
Heimdall (19e eeuw)

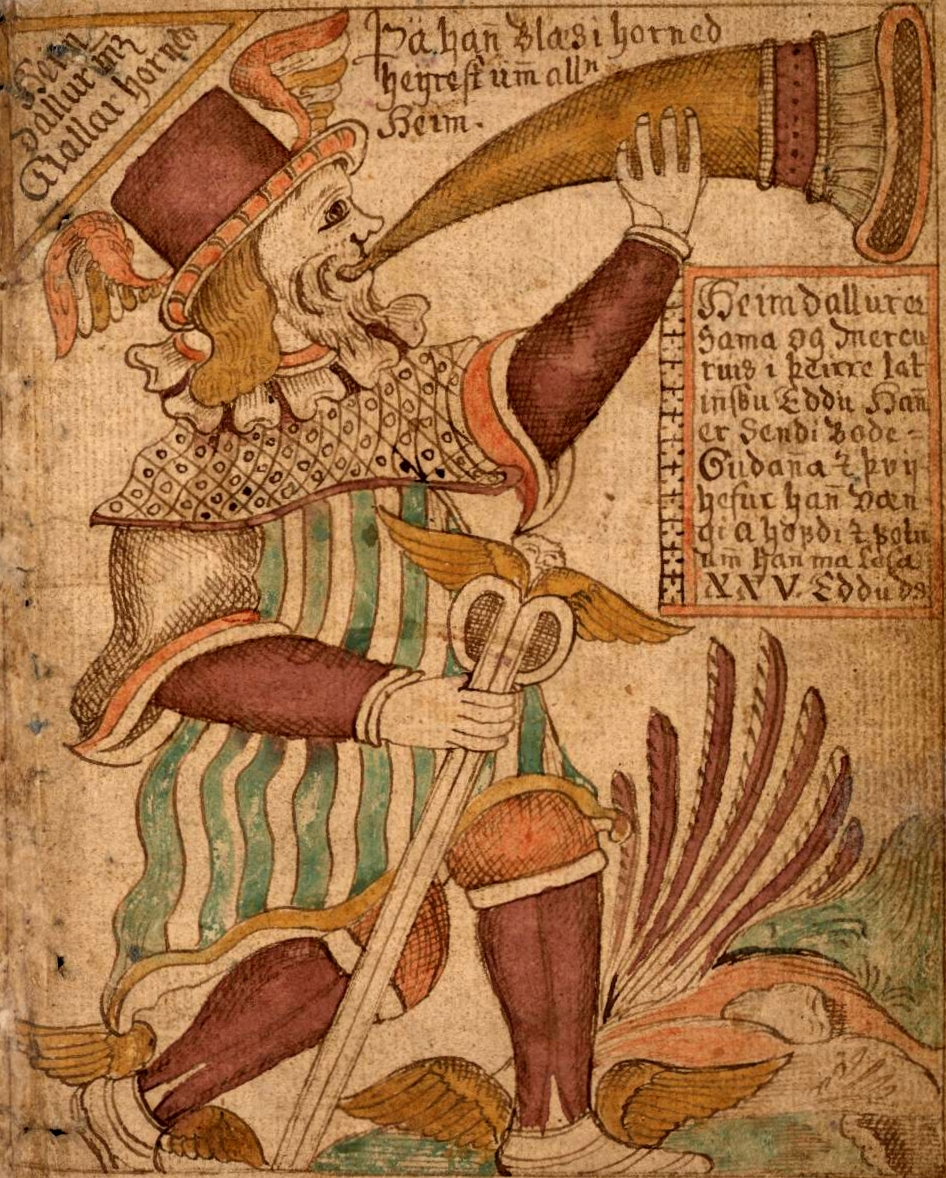
Heimdall (18e eeuw)

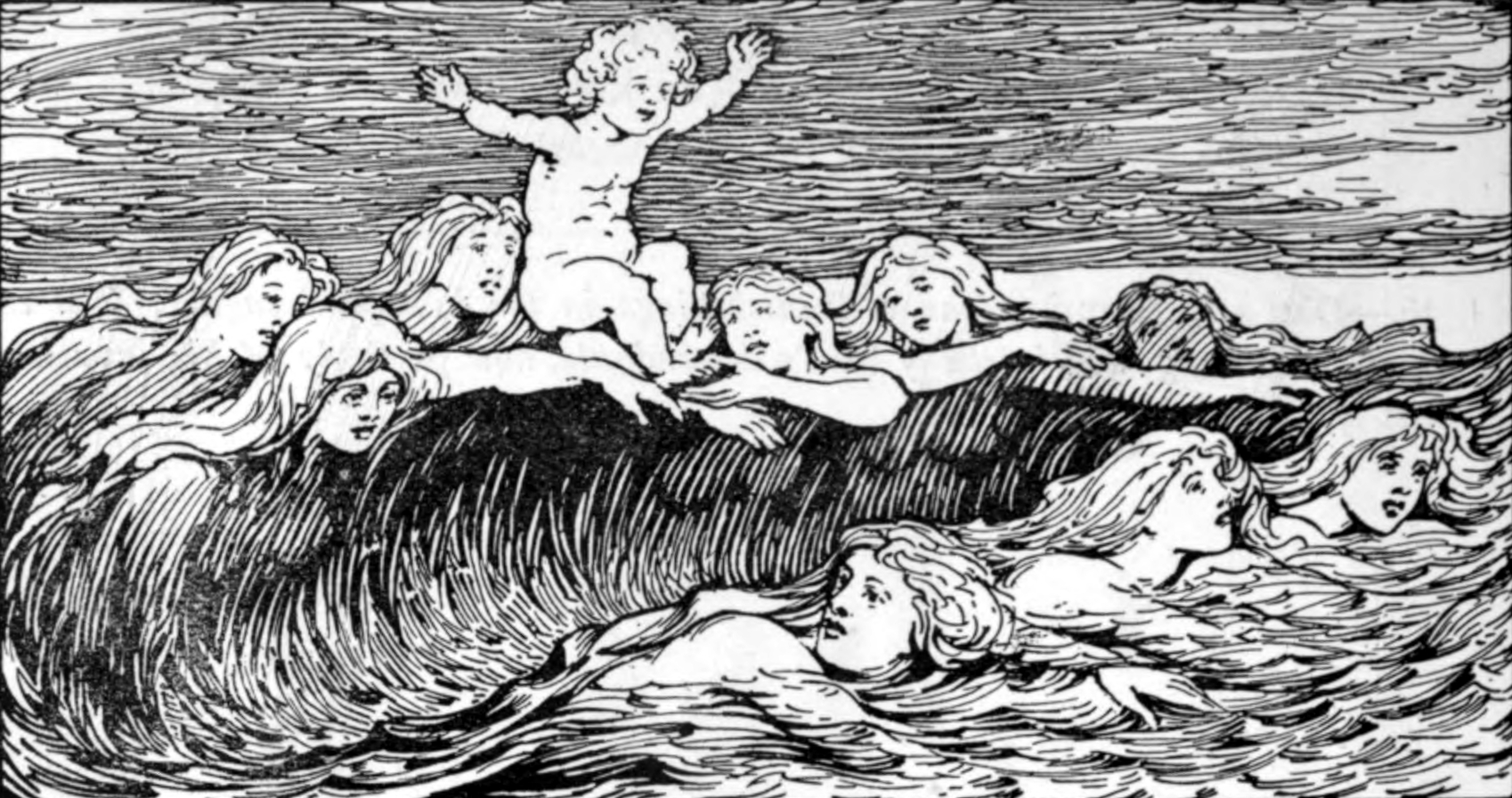
Heimdall en zijn negen moeders

Heimdall of Heimdallr (Hallinskidi, Gullintanni, 'met gouden tanden') is in de Noordse mythologie de wachter der goden. Hij is de zoon van negen maagdelijke zusters, dochters van Aegir. Snorri Sturluson noemt Odin als zijn vader.
Heimdall ontstaat uit het schuim van de branding. Uit de neveldamp schept hij een verbindingsboog van Midgard naar Asgard, Bifröst genaamd, bestaande uit damp en licht. Heimdal heeft het absolute horen, hoort het gras en de wol groeien, en blaast op de Gjallarhoorn.
Als wachter der goden heeft Heimdall minder slaap nodig dan een vogel. Hij is in staat om zowel 's nachts als overdag honderd mijl ver te zien.

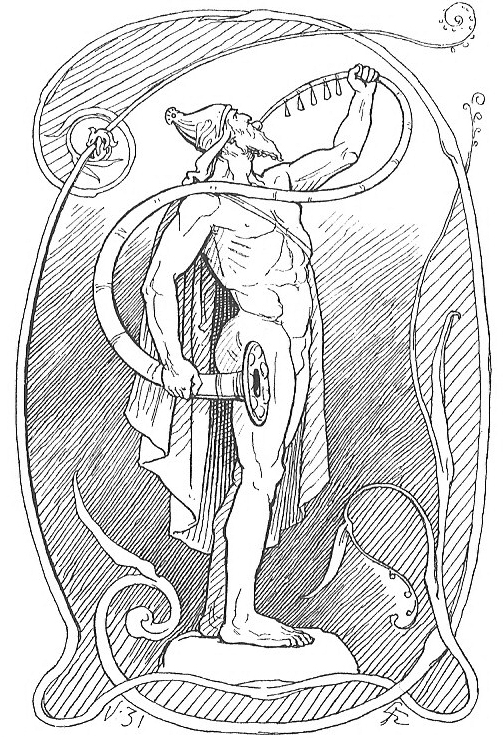
Heimdall blaast de Gjallarhoorn, Lorens Frølich.

Heimdall wordt de witte god genoemd, omdat zijn huid blanker is dan die van enige andere god. Zijn tanden zijn goudkleurig. Soms neemt hij de gedaante van een ram aan (vaak symbool van kracht en vruchtbaarheid in de mythologie, bij voorkeur bij nomadenvolkeren). Zijn paard heet Gulltoppr; zijn verblijfplaats, gelegen vlak bij de regenboogbrug Bifröst, is Himinbjorg. Hij bezit een hoorn, Gjallarhoorn of Gjall genaamd, waarvan het geluid hoorbaar is in alle negen de werelden (vgl. Noordse kosmogonie), en die bij het aanbreken van Ragnarok luid overal doorheen zal weerklinken.
Hij staat niet altijd op wacht: volgens de mythen is dit niet strikt noodzakelijk omdat hij immers de toekomst kan voorspellen; hij heeft dan ook zijn hoorn een tijdlang in bewaring gegeven aan Mímir, bij de voet van Yggdrasil. Ook is er sprake van dat hij in zijn hal mede drinkt, en dat hij de vergaderingen der goden bijwoont.
Mogelijk bestaat er een speciale band tussen Heimdall en Freya. Als haar halssnoer Brinsingamen door Loki wordt gestolen, is het volgens één versie van de mythe Heimdall die Loki achternagaat; beide goden bekampen elkaar in de gedaante van zeehonden. Als de reus Þrymr Thors hamer steelt en als losgeld de hand van Freya eist, is het Heimdall die de goden overreedt om niet toe te geven maar bij wijze van list Thor vermomd als bruid op de reus af te sturen.
De wijze waarop hij Freya verdedigt kan erop wijzen dat Heimdall tot de Vanir behoort. Het gevecht met Loki om Brisingamen is niet hun enige confrontatie. Beide goden zijn aartsrivalen; zij zullen bij Ragnarok als laatsten overblijven en elkaar om het leven brengen.

## Vader van de mensen en klassen
Volgens de Rígsþula heeft Heimdall alleszins een verbond met de vruchtbaarheid: hij is de vader der mensen en de stichter van hun klassen of kasten:
- Bij Ái (overgrootvader) en Edda (overgrootmoeder) verwekte hij Þræll ("knecht"), een lelijk kind met getaande huid. Hij moest zijn leven lang handwerk verrichten, en de knechten stammen van hem af.
- Bij Afi (grootvader) en Amma (grootmoeder) verwekte Heimdall Karl ("man", "boer"), een jongen met glanzende ogen en een roze huid. Die groeide op om het land te bebouwen en om te bouwen.
- En bij Faðir (vader) en Móðir (moeder) verwekte hij Jarl ("vorst"), een jongen met glanzende ogen, lichte huid en blond haar, aan wie hij de runen schonk. Van hem stammen de edelen af.